# Ivan Sergeevič Aksakov
Ivan Sergeevič Aksakov (in russo Иван Сергеевич Аксаков?; Nadeždino, 8 ottobre 1823 – Mosca, 8 febbraio 1886) è stato un giornalista e biografo russo intellettuale dal peso significativo all'interno del movimento slavofilo, del quale faceva parte anche il fratello Konstantin Sergeevič.
Figlio dello scrittore Sergei Timofeevič Aksakov e suocero del poeta Fëdor Tjutčev, ai suoi tempi raggiunse una tale fama da essere successivamente considerato da Dmitrij Petrovič Mirskij, uno dei maggiori storici della letteratura russa, il secondo giornalista più prolifico nella storia della Russia, dopo Aleksandr Herzen.